# آندریا آکاردی
آندریا آکاردی (انگلیسی: Andrea Accardi؛ زادهٔ ۳۰ ژوئیهٔ ۱۹۹۵) بازیکن فوتبال اهل ایتالیا است.
از باشگاه‌هایی که در آن بازی کرده‌است می‌توان به باشگاه فوتبال پالرمو اشاره کرد.